# Sit pitnegre
El sit pitnegre (Peucaea humeralis) és una espècie d'ocell de la família dels passerèl·lids (Passerellidae). És endèmica de Mèxic.

## Descripció
Plomatge distintiu, té el pit negre, els bigotis blancs i l'esquena canyella. Es troba en vegetació amb matolls i les vores en vessants tropicals seques i valls interiors. Usualment en parelles o grups petits que es mantenen en contacte mitjançant trinats. Pot ser molt fugisser. Generalment es manté per les zones baixes, entre els matolls o al terra, però canta des de dalt dels arbustos.